# Tulkarm (muhafaza)
Tulkarm (arab. ‏طولكرم‎, Ţūlkarm) – muhafaza Palestyny. Leży w północno-zachodniej części Zachodniego Brzegu. Od północnego wschodu sąsiaduje Dżaninem, od wschodu z Nablusem, a do południa z Kalkilją. Od zachodu graniczy z izraelskimi dystryktami Centralnym i Hajfa. Ma powierzchnię 246 km². Według danych Palestyńskiego Centralnego Biura Statystycznego na rok 2007 zamieszkało ją 158 213 osób, co stanowiło 4,2% ludności Palestyny. Znajdowało się tu wtedy 29 874 gospodarstw domowych. Do 2015 roku liczba ludności wzrosła do 182 053, a gęstość zaludnienia wynosiła 740 os./km². Jest to piąta najmniejsza pod względem liczby ludności muhafaza Palestyny.

## Miejscowości
Miasta
- Anabta
- Attil
- Bala
- Baka asz-Szarkija
- Bajt Lid
- Dajr al-Ghusun
- Illar
- Kaffin
- Kafr al-Labad
- Tulkarm
- Zajta
- Zinnaba

Wioski
- Al-Dżaruszija
- An-Nazla al-Gharbija
- An-Nazla asz-Szarkija
- An-Nazla al-Wusta
- Ar-Ras
- Churajsz
- Farun
- Iktaba
- Izbat Szufa
- Kafr Abbusz
- Kafr Dżammal
- Kafr Rumman
- Kafr Sur
- Kafr Zibad
- Kur
- Nazlat Abu Nar
- Nazlat Isa
- Raml Zajta
- Ramin
- Saffarin
- Sajda
- Szufa